# Duguetia spixiana
Duguetia spixiana é uma espécie de magnólia. Foi descrito pela primeira vez por Carl Friedrich Philipp von Martius .  Duguetia spixiana pertence ao gênero Duguetia, e à família Annonaceae.